# The 101’ers

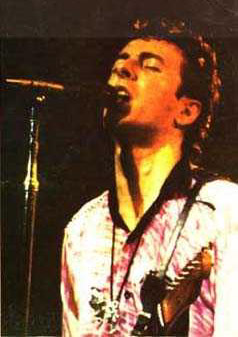
Sänger und Gitarrist Joe Strummer

The 101’ers war eine im Mai 1974 gegründete Pub-Rock-Band, in der Joe Strummer (unter dem Namen Woody Mellor) sang und Gitarre spielte. Die Band existierte bis 1976, da Strummer die Gruppe verlassen hatte, um The Clash zu gründen.

## Geschichte
Die 101’ers wurden 1974 als El Huaso and the 101 All Stars (später auch 101 All Stars) gegründet, die Gruppe benannte sich nach einem besetzten Haus in London (101 Walterton Road). Gerüchten zufolge soll sich die Band jedoch nach dem „Room 101“, dem Folterraum in George Orwells Roman 1984 benannt haben. Die Band spielte unter anderem auf Festivals wie dem Stonehenge Free Festival.
Zwischen 1975 und 1976 nahm die Gruppe zwölf Stücke auf, darunter die späteren Singles Keys to Your Heart (mit der B-Seite 5 Star Rock & Roll Petrol) und Sweet Revenge (mit der B-Seite Rabies). Am 3. April 1976 spielten die Sex Pistols als Vorband für die 101’ers, worauf Joe Strummer die Gruppe auflöste und die Punkband The Clash gründete. Strummer äußerte sich dazu im Dokumentarfilm Westway to the World folgendermaßen:

“5 seconds into their (the Pistols’) first song, I knew we were like yesterday’s paper, we were over.”

„Fünf Sekunden nach dem Beginn ihres (der Sex Pistols) ersten Stücks wusste ich, dass wir von gestern waren, es war aus mit uns.“

Als 1976 mit Keys to Your Heart die Debütsingle der 101’ers auf Chiswick Records veröffentlicht wurde, existierte die Band bereits nicht mehr. Joe Strummer hatte The Clash gegründet, Clive Timperley stieg bei The Passions ein, Dan Kelleher sollte bei Martian Schoolgirls und The Derelicts spielen und Richard Dudanski wurde ein Mitglied von Public Image Ltd. und Basement 5. Tymon Dogg wurde später Gastmusiker bei The Clash sowie ein Mitglied der Mescaleros. Álvaro Peña-Rojas machte sich mit seinen eigenen Kompositionen selbständig.

“I know the 101’ers were good. In fact, as far as sound and excitement went we were much better than Eddie and the Hot Rods. The other guys in the group were twenty-five and twenty-six and they played good because they’d spent a few years getting that far. But they were just too old. What I really wanted was to get in with some young yobbo’s who I was more in tune with.”

„Ich weiß, dass die 101’ers gut waren. Eigentlich waren wir, in punkto Sound und Exaltiertheit, viel besser als Eddie & the Hot Rods. Die anderen Typen in der Band waren 25 und 26 und sie spielten gut, weil sie jahrelang geübt hatten. Aber sie waren einfach zu alt. Was ich wirklich wollte, war, mit ein paar jungen Rowdys zusammenzuspielen, mit denen ich mehr im Einklang war.“

1981, als das Interesse an The Clash seinen Höhepunkt erreichte, wurden Aufnahmen der 101’ers unter dem Namen Elgin Avenue Breakdown veröffentlicht. Im selben Jahr erschien die zweite Single Sweet Revenge. Bis zu seinem Tod 2002 plante Joe Strummer, die kompletten Aufnahmen der 101’ers, inklusive Liveaufnahmen, zu veröffentlichen. Dieses Projekt wurde 2005 unter dem Namen Elgin Avenue Breakdown Revisited realisiert.

## Diskografie
Singles
- Keys to Your Heart (1976)
- Sweet Revenge (1981)

Kompilationen
- Elgin Avenue Breakdown (1981)
- Five Star Rock ’n’ Roll (1993)
- Elgin Avenue Breakdown Revisited (2005)